# Hiso hiso boshi
Pour plus de détails, voir Fiche technique et Distribution.
Hiso hiso boshi (ひそひそ星), également connu sous le nom The Whispering Star, est un film de science-fiction japonais écrit, réalisé et produit par Sono Sion, sorti en 2015.
Le film est inédit dans la plupart des territoires francophones (à l'exception du Canada, où s'est déroulée la première du film au festival de Toronto).

## Synopsis
Suzuki, humanoïde, livre des colis pour les humains éparpillés aux quatre coins de la galaxie. Un jour, elle se demande ce que peut bien contenir les paquets qu'elle livre.

## Fiche technique
Sauf indication contraire, les informations mentionnées dans cette section peuvent être confirmées par la base de données cinématographiques IMDb,  présente dans la section « Liens externes ».
- Titre : ひそひそ星 (Hiso hiso boshi?)
- Titre anglais : The Whispering Star
- Réalisation : Sion Sono
- Scénario : Sion Sono
- Photographie : Hideo Yamamoto
- Montage : Jun'ichi Itō
- Décors : Takeshi Shimizu
- Société de production : Sion Production
- Société de distribution : Nikkatsu
- Pays d'origine :  Japon
- Langue originale : japonais
- Format : sépia, couleur - numérique
- Genre : science-fiction
- Durée : 100 minutes
- Dates de sortie :
  - Canada : 14 septembre 2015 (festival international du film de Toronto)
  - Japon : 14 mai 2016 (sortie en salles)[2]

## Distribution
Sauf indication contraire, les informations mentionnées dans cette section peuvent être confirmées par la base de données cinématographiques IMDb,  présente dans la section « Liens externes ».
- Megumi Kagurazaka : Yōko Suzuki
- Kenji Endō
- Yūto Ikeda
- Kōko Mori

## Autour du film
Il s'agit de la première incursion de Sion Sono dans le cinéma SF, la plupart des décors de désolation ont été tournés près des ruines de Fukushima. Avec un rythme beaucoup plus lent qu'à l'accoutumé et une bande son quasi inexistante, The Whispering Star se distingue aussi en étant la première production de Sion Sono ; qui créa sa propre boîte de production, Sion Production, pour l'occasion.
Le personnage de Suzuki présente plusieurs similitudes avec celui de Leela dans la série Futurama, elle aussi livreuse inter-galactique se retrouve sur diverses planètes plus ou moins hostiles.